# Silene gonosperma
Silene gonosperma är en nejlikväxtart som först beskrevs av Franz Josef Ivanovich Ruprecht, och fick sitt nu gällande namn av Gilbert François Bocquet. Silene gonosperma ingår i släktet glimmar, och familjen nejlikväxter. Inga underarter finns listade i Catalogue of Life.